# Воловник Наталія Петрівна
Наталія Петрівна Воловник (нар. 13 березня 1993, Тернопіль) — українська гандболістка, яка грає за збірну України та у 2009 — 2018 роках за львівську «Галичанку». Виступає на позиції правої крайньої. Триразова чемпіонка України.

## Життєпис
Вихованка Львівського училища фізичної культури (випуск 2011 р.) та Львівського державного університету фізичної культури (випуск 2016 р.) Під час навчання в ЛУФК починає грати за «Галичанку».
У сезонах 2014/15, 2015/16, 2016/17, 2017/18 здобула з «Галичанкою» чемпіонство Суперліги України. У сезоні 2014/2015 вийшла до півфіналу європейського Кубка виклику. Бронзова призерка Балтійської ліги сезону 2016/17. З 2014 року викликається до Національної збірної України.
У міжсезоння, влітку 2018 року перейшла до польського клубу Energa AZS (Кошалін). у сезоні 2018/19 у складі цієї команди здобуває бронзові нагороди чемпіонату Польщі. З сезону 2021/22 разом з одноклубницею Лесею Смолінг грають за команду Eurobud Grupa JKS Jaroslaw.